# Xylodon bugellensis
Xylodon bugellensis är en svampart som först beskrevs av Vincenzo de Cesati, och fick sitt nu gällande namn av Hjortstam & Ryvarden 2007. Xylodon bugellensis ingår i släktet Xylodon och familjen Schizoporaceae.   Inga underarter finns listade i Catalogue of Life.